# Boronia megastigma
Boronia megastigma är en vinruteväxtart som beskrevs av Christian Gottfried Daniel Nees von Esenbeck och Friedrich Gottlieb Bartling. Boronia megastigma ingår i släktet Boronia och familjen vinruteväxter. Inga underarter finns listade i Catalogue of Life.